# Falles de Torrent
Les Falles de Torrent són les festes que se celebren a Torrent i, igual que les Falles de València, se celebren del 15 al 19 de març en honor de Sant Josep.Compten amb 29 comissions falleres, que planten 58 falles (29 majors i 29 infantils). Abans es plantaven 2 falles municipals fins que en 2012 es van suprimir com a mesura d'estalvi.
A la fi de 2015, el Consell va decretar Bé d'Interès Cultural Immaterial les Falles de Torrent, Xàtiva, Gandia, Sueca i Alzira.

## Desenvolupament de la festa
Aproximadament quinze dies abans de la festivitat de Sant Josep es realitza la tradicional "cridà" (en la qual la Fallera Major de Torrent fa una crida per recordar que ja s'inicien les falles). En aquest acte, les Falleres Majors de Torrent, reben les claus de la ciutat com a símbol que Torrent ja és fallera. Després de la "cridà" es diposita una corona de llorer en el monument al Granerer, i des d'aquest moment fins al dia 15 hi ha diversos actes, com les cavalcades del ninot (infantil i major), l'exposició del ninot (s'inaugura a mitjan febrer), el cant de l'estoreta, concursos diversos, cremà de falles en col·legis...
- La nit del dia 15: Es planten les falles majors i infantils, i l'endemà al matí, després de la primera "despertà", el jurat visita les falles. A la vesprada, després del trasllat de la Mare de Déu dels Desemparats per membres de la falla La Cotxera, acompanyats de totes les comissions de Torrent, es realitza el repartiment de premis.

- Des del dia 16 fins al dia 19 (tots dos inclosos): A la plaça Bisbe Benlloch, es realitza la mascletá a càrrec de l'Ajuntament i la Junta Local Fallera. També cal esmentar que moltes comissions falleres realitzen mascletades en les seues respectives ubicacions.

- Els dies 17 i 18 a la vesprada: Es realitza l'ofrena a la Mare de Déu dels Desemparats des de la font de les granotes, on els fallers i falleres porten els seus rams de flors fins a la plaça de l'Església, per omplir el mantell de la imatge de la Mare de Déu.

- El dia 19 (Sant Josep): Les comissions participen en les misses en honor de Sant Josep i després d'elles se sol realitzar l'operació quilo (donació d'aliments als necessitats). A la nit, la Junta Local Fallera, representada per les Falleres Majors de Torrent i les seues corts d'honor, recullen els ninots indultats de la comissió agraciada. A les 21 hores es realitza la cremà de la falla infantil de l'Ajuntament i a les 22.00 es crema la resta, on l'última a cremar és la que ha obtingut el primer premi. A les 23.30 hores, el foc envaeix la falla de l'Ajuntament, mentre que a la mitjanit la resta de falles es cremen, i a la 01.00 del dia 20 de març es crema la falla que ha obtingut el primer premi.

Finalment, comencen els preparatius per a l'any següent, des de la selecció i elecció de les noves falleres majors, proclamació, exaltació, concursos... A més, durant totes les nits de falles la gent sol acudir als casals per sopar, ballar, etc.